# Mesorregión del Centro Goiano
La Mesorregión del Centro Goiano es una de las cinco  mesorregiones del estado brasileño de Goiás. Está conformada por la unión de 82 municipios agrupados en cinco  microrregiones. Siendo el municipio más poblado Goiânia.

## Microrregiones
- Anápolis
- Anicuns
- Ceres
- Goiânia
- Iporá

- Datos: Q749319